# Галузинці
Галузи́нці — село в Україні, у Деражнянській міській громаді Хмельницького району Хмельницької області. Населення становить 669 осіб.

## Географія
Розташоване за 20 км від залізничної станції Деражня та на відстані 5 км від найближчої станції Нова Гута.
На трьох пагорбах, розділених між собою продовгастою котловиною, розташувалося село. Рельєф оточуючої місцевості пересічений, горбистий. Висота окремих вершин горбів сягає 300 метрів над рівнем моря.
Ґрунти в околицях села глинисті, окислені, з тонким шаром гумусу — 15 — 20 сантиметрів, що вимагає дбайливої турботи про нього.

## Історія
Історія с. Галузинець бере свій початок з сивої давнини. В околицях села виявлені пам'ятки зарубинецької та черняхівської культур, тому можна вважати його одним із стародавніх сіл Поділля. В 60 — ті роки минулого століття учні школи в урочищі Грабове на південній околиці знайшли рештки кам'яних сокир та уламки глиняного посуду. За визначенням та ознаками їх виготовлення поселення з такими рештками матеріальної культури належать до епохи ранньої бронзи — 4-3 тисячоліття до н. е. У ті часи тут жили племена так званої середньо бузької групи землеробсько — скотарських осілих племен.
Перша згадка в історичних документах про с. Галузинці датується 1493 роком. Назва села походить від прізвищ трьох братів Галузинських, які отримали право на користування землями. У 1512 році Лазар Галузинський одержав від короля Сигизмунда підтверджувальну грамоту на Галузинці за умови відбування робіт і військової служби. В 1538 році с. Галузинці було викуплено королевою Бонною і зараховане до королівського двору «Бонна Сфорца за часів найліпшого короля Сигізмунда І, свого чоловіка, заселила цей край, до цього часу дощенту спустошений постійними ворожими нападами, увела до нього на поселення мешканців».
Королева Бона утвердила Галузинських у правах дідичного володіння в 1546 році, і грамота про це не один раз підтверджувалась (Сигизмундом — Августом в 1555 р. і Сигизмундом ІІІ в 1623 р .)
Середньовічний період бідний на речові докази, але існуюча тут легенда про назву села свідчить про існування села у 15-16 століттях, коли «… козаку Галузе разрешил пан вьібрать себе имение — сколько обьедет конем земли за день». Підтвердженням цього можуть бути й козацькі могили за 500 метрів на захід од села. Вони виникли в часи визвольної боротьби українського народу проти польської шляхти в 16-17 століттях.
У ревізії 1552 року значиться три брати Галузинські, що відбували службу на трьох конях. У 1552 році с. Галузинці, яке входило до Барського староства, налічувало чотири тяглих селянина і один вільний. Населення збільшувалося повільно, бо глинисті ґрунти не дуже приваблювали переселенців. Та найбільшою перешкодою для інтенсивного заселення були часті набіги кримських татар. У 1567 році під час одного з набігів, татари спалили Галузинці, знаходячись недалеко від «Чорного татарського шляху», який проходив через с. Шиїнці. Але село швидко відбудувалося. За даними Барського староства в 1570 році в Галузинцях було 8 осілих фільварків.
У середині XVII ст. с. Галузинці входить до Деражнянського ключа, селяни якого працювали один тиждень у фільварку і виконували, «що їм накажуть», а два тижні на себе. Крім того, кожен з них повинен був один раз на рік привезти віз солі з Коломиї на потреби замку. Коли староста вирушав у воєнний похід, кожне село мало дати йому одну підводу. Але по першій ревізії 1607 року уже вказано 50 душ, придатних до служби на конях. Серед них були Микола і Кузьма Лукашенки, Микола Федоренко, Ілля Харапченко, Федір Куриленко.
Селян у 1607 році було тяглих 30, городників — 40. У 18 столітті Галузинці були окремою шляховою окраїною. За переписом 1739 року тут жило селянських сімей 67, не селянських — 60, у тому числі Галузинських — 16.
За Люблінською угодою 1569 року с. Галузинці, як і весь Деражнянський ключ, попало під владу шляхетської Польщі. Подільське воєводство поділялось на два повіти: Кам'янецький і Летичівський, куди входило с. Галузинці. Посилювався національний гніт, поєднаний з релігійним. Жорстокі стали шляхетсько-уніатські порядки, почалося переслідування православ'я. Нестерпним стає життя українських селян Летичівського повіту і вони тікають світ за очі в «дикі поля», тікають під захист повстанців К. Косинського (1591—1593), Северина Наливайка (1594—1596).
Під час визвольної війни 1648—1654 р. р. в районі с. Галузинець не раз точилися бої між козацькими та шляхетськими загонами.
Розміщення села на півдорозі від Деражні до Бару створювало умови для діяльності повстанських загонів. По цій дорозі в липні 1648 році з Меджибожа на Бар проходив загін Максима Кривоноса.
Наприкінці 50-х років XVII ст. польський уряд передав с. Галузинці у володіння гетьманові Виговському. Після його скинення село перейшло до князів Любомирських.
Незважаючи на порівняно невеликі розміри села, воно складалося із 7 кутків, і рід Галузинських розпався на декілька прізвищ: Миколаєнки, Череваненки, Коти, Голяки-Григоренки, Грицюки.
В 1732—1773 р.р. одним із землевласників у Галузинцях і Вовковинцях був представник родини Козяровських.
Історія села тісно пов'язана з народним повстанням під проводом Устима Кармалюка у другій чверті 19 ст. 1833 року була створена так звана Галузинецька комісія, яка складалася з представників Летичівського та Літинського земських судів на чолі з чиновником Візерським, — для боротьби з повстанським рухом під проводом Устима Кармалюка. 1 листопада 1833 року Устим Кармалюк разом зі своїми спільниками у корчмі «Вигода» біля Галузинець напав на відставного підполковника Дембицького і пограбував його.
Відомо, що православна церква у Галузинцях споруджена 1779 року. В 1891 році замість неї на кошти прихожан побудований храм вартістю 6 тисяч рублів і освячений в ім'я святого Архистратига Михаїла та інших безплотних сил. В храмі була ікона Божої Матері у срібній ризі, що поміщалась за престолом. Місцеве населення вважало ікону чудотворною.
Церковна земля займала 34 десятини 2112 сажнів. Садиба розташовувалась на 1 десятині 1200 сажнів, ріллі було 24 десятини 1626 сажнів, сінокосу — 3 десятини 286 сажнів і лісу — 6 десятин.
В 1758—1765 роках чимало жителів села насильно були перехрещені з православної віри в католицьку. В березні 1793 році, у результаті другого розподілу Польщі, Деражнянщина, у тому числі с. Галузинці переходить під юрисдикцію царської Росії. За територіальною реформою 1804 р. с. Галузинці належали до Летичівського повіту Подільської губернії.
В 1893 році в селі було 146 дворів, проживало 824 мешканці.
Прихожан у 1901 році налічувалося 750 чоловіків та 746 жінок, католиків — 150 душ обох статей.
Церковно-парафіяльна школа, відкрита 1884 року, знаходилася в найнятому будинку. У 1889 році Подільська єпархіальна навчальна рада надала вчительці села Галузинець Марії Туркевич грошову допомогу в сумі 20 рублів. Так була відзначена її гарна праця. Адже у звітах ради школа відзначалась як одна з найкращих у Летичівському повіті.
В 1896 році школа розміщувалась в купленому для неї будинку із садибою в 1600 сажнів. У звіті єпархіальної навчальної ради за 1905 — 06 навчальний рік підкреслювалося також, що тут в повному обсязі розроблена програма зі співів. У тому ж звіті похвальне слово було сказане і про вчителя А. Мончинського. У звіті за 1908 — 09 навчальний рік знову його відзначили разом із законовчителем священиком І. Опаловським.
7 (20) листопада 1917 року, відповідно до Третього Універсалу Української Центральної Ради, увійшло до складу Української Народної Республіки.
У 1918 році в селі було відкрито початкову школу.
У березні 1929 року в Галузинцях створений СОЗ «Партизан», організаторами якого були К. Д. Шляховий, П. Ф. Ткачук, П. П. Коваль. СОЗ мав 50 гектарів землі, об'єднував 28 господарств. У липні того ж року почав діяти ще один СОЗ — «Червоний промінь». Ініціаторами його створення були Т.Тихолаз, Т.Мальчик. Це об'єднання мало 60 гектарів землі, згуртувавши 32 господарства.
В 1929 р. почалося будівництво нової школи, яке закінчилося в 1930 р. Директором новозбудованої школи став Осадчук І. М. В 1932 р. його обрали головою колгоспу.
Того ж 1929 року СОЗи об'єдналися в колгосп. Йому видали кредит грішми та насінням. Колгосп придбав молотарку і жатку. Першим головою колгоспу був двадцятип'ятитисячник Бухтяров, секретарем парторганізації — теж 25-тисячник Лаврик. На допомогу сільським активістам у Галузинці прибула ціла група військових — з 11 чоловік, що мали своїм завданням придушити опір створенню колгоспів.
У період колективізації в селі розгорілася жорстока боротьба на знищення заможних селян як класу куркулів. В ході її 1932 року загинула і комсомолка активістка Яворська. В період голодомору померло 48 жителів села.
22 червня 1941 року розпочалась Німецько-радянська війна. На Галузинці, що перебували у складі Летичівського укріпрайону, гітлерівці спрямували один з головних ударів. 14 липня вони повели наступ піхоти при підтримці танків на капонір 1471, що на південному заході від села, та на дот в районі Галузинець. Радянські бійці потрапили у важке становище, оскільки не було снарядів для боротьби з ворогом. Довелося вести вогонь лише стрілецькою зброєю в межах досяжної дистанції сектора обстрілу. Однак сили були нерівними. 15 липня відзначився гарнізон доту № 331, що захищав підступи до північно — західної частини села Галузинці. Коли вести вогонь з бійниць зруйнованого доту стало неможливо, бійці разом з командиром зняли кулемети з укріплень і, зайнявши позицію за ним, обстрілювали ворожу піхоту до останнього патрона і до останнього солдата. Загинули 12 бійців, імена яких досі не встановлені.
15 липня 1941 року в Галузинці увійшло гітлерівське військо. За весь час війни було вбито понад 100 місцевих євреїв. З числа молоді до Німеччини вивезено 102 особи. 96 жителів не повернулися до своїх домівок.
25 березня 1944 р. радянської армія зайняла с. Галузинці. Село і колгоспне господарство поступово відбудовувалося. Вже в кінці 1944 р. колгосп повністю відновив свою діяльність. Жителі Галузинець брали участь у зборі коштів на будівництво танкової колони «Радянське Поділля».

## Сьогодення
В 2000 році колгосп реформовано у СТОВ «Промінь». Директором його знову став В. А. Шпильовський. На території сільської ради сільськогосподарську продукцію вирощують на власних та орендованих земельних паях 4 фермери.
25 квітня 1994 р. серед сіл Хмельниччини одним із перших здобулися на власний герб Галузинці. Даного числа сільська рада прийняла проект створений І. Янушкевичем: у червоному полі зображено три срібні кінські голови з червоними язиками та очима, що символізують історію назви села.
12 червня 2020 року, відповідно до розпорядження Кабінету Міністрів України № 727-р «Про визначення адміністративних центрів та затвердження територій територіальних громад Хмельницької області», увійшло до складу Деражнянської міської громади.
19 липня 2020 року, в результаті адміністративно-територіальної реформи та ліквідації Деражнянського району, село увійшло до складу Хмельницького району. До 2020 орган місцевого самоврядування — Галузинецька сільська рада.

## Релігія
У лютому 2019 року громада Михайлівської церкви перейшла від УПЦ (МП) до Православної церкви України. Проте священник не підтримав рішення громади й продовжив чинити перешкоди разом із завезеними тітушками.

## Відомі люди
- Володимир Станіславович Корчинський — військовий, полковник медичних наук, з 1998 року обраний академіком Міжнародної академії наук, культури і мистецтв. Нині він очолює лікувально-діагностичний центр військового клінічного санаторію в м. Хмільнику,
- Аполлінарій Львович Островський — професор кафедри геодезії Львівського політехнічного інституту
- М. М. Тарасюк — кандидат медичних наук, працює в Хмельницькій обласній лікарні
- О. С. Ковальов — доцент Кам'янець-Подільської аграрної академії.
- Микола Зіновійович Кульбаба — учасник війни в Афганістані, за мужність і відвагу нагороджений орденом Червоної зірки.
- Оксана Василівна Сивак — українська лікарка, заступниця Міністра у справах ветеранів з євроінтеграції, директорка Інституту травматерапії.